# Ососово (Тверская область)
Ососово — деревня в Андреапольском районе Тверской области. Входит в Волокское сельское поселение.

## География
Расположена примерно в 11 верстах к северо-западу от деревни Волок между озёрами Долгое и Круглое.

## История
В конце XIX - начале XX века на месте деревни находилось сельцо Ососово, которое входило в Холмский уезд Псковской губернии. Также оно имело второе название Павловское..